# Partido de La Concepción
Partido de La Concepción es una división territorial del Imperio español dentro de la Capitanía General de Chile. Corresponde a la antigua Provincia o Corregimiento de La Concepción, que desde 1786 pasó a formar parte de la Intendencia de Concepción.
Su asiento estaba en la Ciudad de La Concepción del Nuevo Extremo, ubicado en el Valle de La Mocha. Era regida por el propio Gobernador Intendente de Concepción. 
Según el censo de los Partidos de la provincia de Concepción conforme a las matrículas de 1812, presentados para el censo de 1813, los curatos de La Concepción, San Pedro, Talcahuano, Colcura y Arauco y sus misiones tenían 10 512; 495; 2219; 697 y 3537 habitantes respectivamente.
Hacia 1823, se segrega el Partido de Lautaro, con los territorios al sur del río Biobío. En 1823, cambia su denominación a Delegación de Concepción.